# ヴィクター・ラズロ

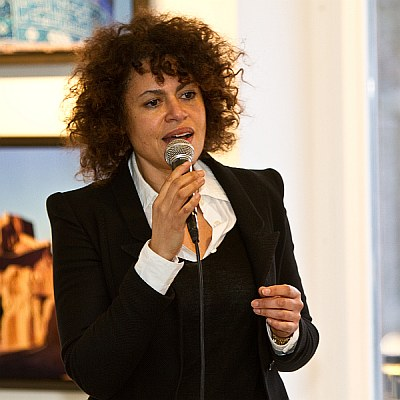
2010年

ヴィクター・ラズロ（Viktor Lazlo、1960年10月7日 - ）は、ベルギーで活動する歌手・俳優。
ジャズ、ボサノヴァの系統を濃く打ち出したポップなメロディーの曲を歌う。日本ではシャーデーやイザベル・アンテナと同じような「お洒落なジャズ」のジャンルに分類されている。

## 略歴
本名はソニア・ドロニエ（Sonia Dronier）。マルティニーク出身の父と、グレナダの血を引く母との間に、仏ブルターニュ・ロリアンで生まれた。ブリュッセルでファッション・モデル業をしたのち、歌手デビュー。「ヴィクター・ラズロ」という芸名は、映画『カサブランカ』に登場する俳優ポール・ヘンリードが演じた対独レジスタンスの役名に由来する。
1987年のシングル「ブレスレス」がヒットし、同年ベルギーで開催された「ユーロビジョン・ソング・コンテスト1987」で司会の役を務めた。この頃、渡辺貞夫の「ブラバス・クラブ」ジャズ・コンサートへの出演者として来日もしている。1990年代以降は、タレント・俳優業への転進も図っている。

## ディスコグラフィ

### スタジオ・アルバム
- 『スウィート・ハートエイク』 - She (1985年)
- 『追憶のストーリー』 - Canoë Rose (1985年) ※ミニ・アルバム
- 『ブレスレス』 - Viktor Lazlo (1987年)
- 『クラブ・デゼール』 - Hot & Soul / Club Desert (1989年)
- 『ポワゾン・デリシュー』 - My Delicious Poisons / Mes poisons délicieux (1991年)
- 『バック・トゥ・フロント』 - Back to Front / Verso (1996年)
- 『パリを遠く離れて』 - Loin de Paname (2002年) ※フレンチ・シャンソンのアルバム
- 『アムール』 - Amour(s) (2002年)
- Saga (2004年)
- Begin The Biguine (2007年)
- My Name is Billie Holiday (2012年)
- Woman (2017年)

### コンピレーション・アルバム
- Sweet, Soft N' Lazy - The Exclusive Collection (1990年)
- Sweet, Soft & Lazy: The Very Best Of (1993年)

## 日本での主なテレビ出演
- 夜のヒットスタジオDELUXE（フジテレビ、1986年10月29日）来日でスタジオ生出演した。